# La Bête et la Belle
La Bête et la Belle est un roman policier du romancier français Thierry Jonquet, publié en 1985 chez Gallimard dans la collection Série noire (n° 2000).

## Résumé
L'histoire se déroule en banlieue parisienne (Thiais, Altay), dans les années 1980-1990, mais pourrait se dérouler presque n'importe où et n'importe quand.
Un commissaire de police passe son temps à écouter les cassettes audio qu'a enregistrées Le Coupable. Ces confidences adressées à Vieux Léon font de celui-ci le seul témoin et le principal complice des quatre meurtres dont on mène l'enquête.
Gabelou s'est pris d'affection pour ce vieux bougre, à qui il évite les pierres et les malédictions de tous les gens du quartier, et dont il n'a plus espoir qu'il avoue quoi que ce soit sur la vie, les habitudes, les exactions (éventuelles) de son seul ami, le Coupable, auprès de qui il avait trouvé refuge pendant neuf mois.
Le texte entrelace les confessions du Coupable, les pensées de Vieux Léon, les paroles et les pensées de Gabelou, au commissariat, et parfois là où c'est nécessaire : quartier, immeuble, appartement, hôpital.
Le regard croisé des trois personnages pose des questions sur la vie contemporaine. Comment vivre ou survivre quand le monde normal s'écroule, quand l'épouse se retire, quand on se renferme dans le plaisir partagé des trains électriques, qui finissent par occuper la quasi-totalité de l'appartement du cinquième étage, quand le congélateur est petit à petit occulté par les sacs poubelle ?

## Personnages

### Principaux
- Rolland Gabelou, commissaire divisionnaire
- Vieux Léon, le principal témoin
- Le Coupable, hospitalisé
- L'Emmerdeur, enquêteur d'assurances
- La Belle, présumée morte

### Secondaires
- La Vieille
- Le Gamin
- Le Commis-Boucher
- Le Visiteur

## Prix et distinctions
- Trophée 813 du Meilleur roman 1985